# Pro D2 2000-01
El Pro D2 2000-01 fue la edición inaugural de la segunda categoría profesional del rugby francés.

## Modo de disputa
El torneo se disputó en formato de todos contra todos en condición de local y de visitante en su fase regular.
Posteriormente se disputó los primeros cuatro equipos clasificaron a las semifinales.
Los últimos dos equipos al finalizar el torneo descendieron directamente a la tercera división.

## Clasificación
| Pos. | Equipo                | Encuentros | Encuentros | Encuentros | Encuentros | Tantos | Tantos | Tantos | Puntos |
| Pos. | Equipo                | PJ         | PG         | PE         | PP         | F      | C      | Dif    | Puntos |
| ---- | --------------------- | ---------- | ---------- | ---------- | ---------- | ------ | ------ | ------ | ------ |
| 1.º  | Montauban             | 22         | 19         | 0          | 3          | 702    | 402    | +300   | 60     |
| 2.º  | Toulon                | 22         | 17         | 0          | 5          | 812    | 409    | +403   | 56     |
| 3.º  | Bayonne               | 22         | 14         | 0          | 8          | 556    | 428    | +128   | 50     |
| 4.º  | Rumilly               | 22         | 13         | 0          | 9          | 593    | 537    | +56    | 48     |
| 5.º  | Aubenas               | 22         | 12         | 2          | 8          | 440    | 420    | +20    | 48     |
| 6.º  | Tyrosse               | 22         | 11         | 1          | 10         | 468    | 538    | -70    | 45     |
| 7.º  | Marmande              | 22         | 11         | 0          | 11         | 530    | 513    | +17    | 44     |
| 8.º  | Montpellier           | 22         | 10         | 1          | 11         | 496    | 493    | +3     | 43     |
| 9.º  | Tarbes                | 22         | 7          | 1          | 14         | 438    | 573    | -135   | 37     |
| 10.º | Istres                | 22         | 6          | 0          | 16         | 420    | 644    | -224   | 34     |
| 11.º | Nimes                 | 22         | 5          | 1          | 16         | 369    | 595    | -226   | 33     |
| 12.º | Racing Club de France | 22         | 4          | 0          | 18         | 365    | 637    | -272   | 30     |

## Fase Final

### Semifinal
| 12 de mayo de 2001 | Montauban | 35 - 17 | Rumilly |  |  |

| 12 de mayo de 2001 | Toulon | 40 - 23 | Bayonne |  |  |

### Final
| 20 de mayo de 2001 | Montauban | 15 - 9 | Toulon |  |  |

| Bandera de Francia |
| Campeón Montauban  |
| Primer título      |